# Magyarus
Genre
Magyarus est un genre d'araignées aranéomorphes de la famille des Salticidae.

## Distribution
Les espèces de ce genre sont endémique du Viêt Nam.

## Liste des espèces
Selon World Spider Catalog (version 25.0, 17/02/2024) :
- Magyarus terrestris (Logunov, 2021)
- Magyarus typicus Żabka, 1985

## Systématique et taxinomie
Ce genre a été décrit par Żabka en 1985 dans les Salticidae.

## Publication originale
- Żabka, 1985 : « Systematic and zoogeographic study on the family Salticidae (Araneae) from Viet-Nam. » Annales Zoologici, vol. 39, p. 197-485.